# Fallen (singel Triinu Kivilaan)
Fallen – drugi debiutancki singiel Triinu Kivilaan. W dniach od 2 do 3 czerwca 2008 r. nakręcony został wideoklip do tej piosenki w Berlinie przez Lookzoom Filmproduktion. Wszystko odbyło się z wielkim powodzeniem. 1 lipca 2008 r. na oficjalnej stronie wokalistki odbyła się oficjalna premiera klipu. Od 8 sierpnia 2008 r. "Fallen" będzie dostępny we wszystkich sklepach internetowych, w których jest możliwość ściągania mp3-ek legalnie za określoną kwotę (Musicload, iTunes, AOL, OnetPlejer) oraz także jako limitowany singel CD w sklepach muzycznych.

## Lista utworów
1. Fallen (Video Edit)
2. Fallen (Feel Mix)
3. Fallen (R&B Mixx)
4. Fallen (Instrumental Mix)
5. Fallen (Video)